# Pusztakovácsi
Pusztakovácsi é um município da Hungria, situado no condado de Somogy. Tem 43,38 km² de área e sua população em 2019 foi estimada em 835 habitantes.